# カレル・シュテクリー
カレル・シュテクリー（Karel Steklý, 1903年10月9日 - 1987年7月5日）は、チェコスロバキアの映画監督。主な作品は、第8回ヴェネツィア国際映画祭の最高賞を受賞した1947年の映画『シレーナ』。